# Xanthorrhoea macronema
Xanthorrhoea macronema är en grästrädsväxtart som beskrevs av Ferdinand von Mueller och George Bentham. Xanthorrhoea macronema ingår i släktet Xanthorrhoea och familjen grästrädsväxter. Inga underarter finns listade i Catalogue of Life.

## Bildgalleri

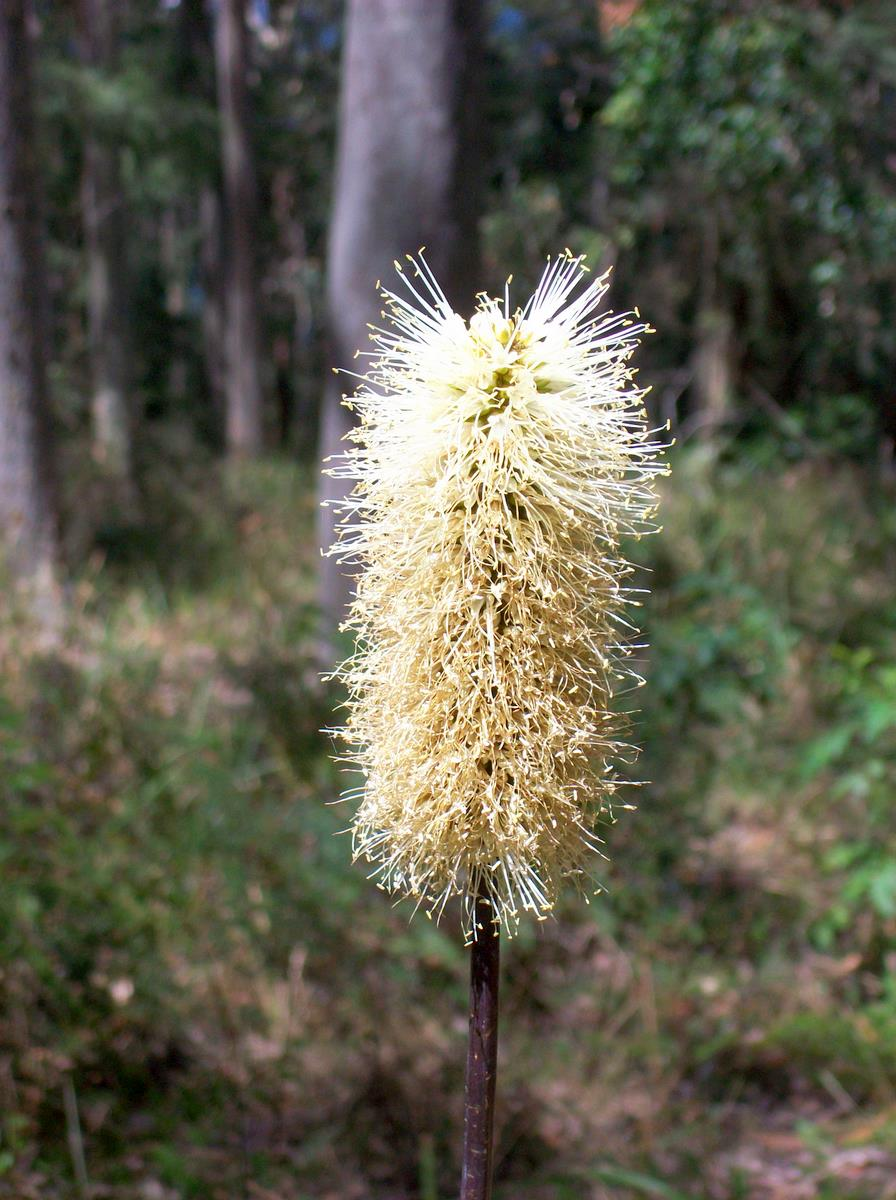